# 香港中旅國際投資
22°17′10″N 114°09′17″E / 22.286014°N 114.154735°E
香港中旅國際投資有限公司（港交所：308） 是一家在於香港註冊及在香港交易所上市的旅遊企業，由香港中旅集团控股並持有55.04%股權，母公司香港中旅集团是中国国资委管理的大型企业集团，是中国最大的旅遊業集团，主要營運海陸客運、貨運、酒店及高爾夫球會所、旅遊景點、供電及投資控股等業務。董事局主席為张学武。2004年純利為HK$901,654,000。
2014年3月28日香港中旅（00308）宣布，向主要股東港中旅集團公司出售芒果網（投資）全部權益連股東貸款，代價6.02億人民幣。

## 連結
- 香港中旅國際投資有限公司 （页面存档备份，存于）